# Calliandra cumbucana
Calliandra cumbucana es una especie americana perteneciente a la subfamilia de las Mimosóideas dentro de las leguminosas (Fabaceae).

## Distribución
Es originaria de Brasil donde se encuentra en la Caatinga, distribuida por  Bahia.

## Taxonomía
Calliandra cumbucana fue descrita por  Stephen Andrew Renvoize  y publicado en Kew Bulletin 36(1): 75, f. 7A. 1981.
Etimología
Calliandra: nombre genérico derivado del griego kalli = "hermoso" y andros = "masculino", refiriéndose a sus estambres bellamente coloreados.
cumbucana: epíteto